# Giovanna Cariry

## Giovanna Cariry
Giovanna Sousa Soares Bacelete de Matos (Betim, 29 de julho de 2004), mais conhecida como Giovanna Cariry, é uma ativista brasileira da neurodiversidade e pessoa com diagnóstico de Transtorno do Espectro Autista (TEA), nível 2 de suporte. 

Desde a infância, teve seu desenvolvimento estimulado por atividades lúdicas como desenho, pintura e artesanato. 

Atualmente, ela compartilha suas artes nas redes sociais. Ganhou visibilidade por meio das redes sociais, entrevistas em TVs e podcasts, onde compartilha experiências sobre autismo e artes. É host do podcast “AutisPapo” e possui mais de 3,6 milhões de seguidores nas Redes Sociais.

## Carreira e Atividades
Artes e Criação
- Giovanna pinta, desenha, faz colagens, cria bonecos e personagens próprios utilizando diversos materiais, como tampinhas, papel brilhante, fitas e até penas de pássaros.[3]
- Ela transforma objetos simples em arte, sempre inventando histórias para os personagens que cria.[4]

Presença Digital
- Giovanna soma mais de 3,6 milhões de seguidores nas redes sociais, incluindo Instagram, TikTok e Kwai.[5][6][7]
- Nas Redes Sociais compartilha suas obras, rotina e mensagens sobre inclusão.
- No TikTok, já ultrapassou 2,4 milhões de seguidores e 23 milhões de curtidas.
- Possui também um canal no YouTube onde mostra suas criações e grava vídeos contando histórias.

## Ativismo e Projetos
- Giovanna Cariry é pesquisadora no Centro de Pesquisa e Análises Heráclito (CPAH)[8], dedicado ao estudo, debate e conscientização sobre o Transtorno do Espectro Autista (TEA), onde é embaixadora do projeto RG-TEA. Giovanna atua na promoção de inclusão e educação sobre o autismo, além de participar do desenvolvimento de pesquisas científicas e ações sociais voltadas à comunidade neurodivergente[9]. Seu trabalho no CPAH  inclui mobilização de iniciativas colaborativas, construção de identidade autista e apoio à produção de conhecimento baseado em  evidências.[10]
- Sua atuação vai além da arte, promovendo uma visão mais inclusiva e consciente da sociedade digital brasileira.[11][12]

## Reconhecimento e Prêmios
- Em 2024 e 2025, Giovanna foi indicada ao Prêmio iBest na categoria Diversidade e Inclusão, reconhecimento dado aos maiores destaques digitais do Brasil.[13][14][15]
- Ela é anfitriã do podcast “AutisPapo”, onde entrevista outros autistas e profissionais da área, debatendo temas como preconceito, diversidade e questões de gênero.